# 賓漢頓 (伊利諾伊州)
賓漢頓（英語：Binghamton）是位於美國伊利諾伊州李縣的一個非建制地區。該地的面積和人口皆未知。

## 地理
賓漢頓的座標為41°43′00″N 89°18′14″W / 41.71667°N 89.30389°W，而該地的平均海拔高度為229米（即751英尺）。